# Calvert Vaux Park
Calvert Vaux Park (anteriormente conocido como Dreier Offerman Park ) es un  parque público de 35 ha en Gravesend, Brooklyn, en la ciudad de Nueva York (Estados Unidos). Creado en 1934, se compone de varias secciones desconectadas a lo largo de Belt Parkway entre las calles Bay 44 y Bay 49. La península sobre la que se encuentra el parque mira hacia el sudoeste hacia Gravesend Bay, inmediatamente al norte de Coney Island Creek. El parque se amplió en la década de 1960 con los desechos de la construcción del puente Verrazzano-Narrows, y se le cambió el nombre al arquitecto Calvert Vaux en 1998. Es operado por el Departamento de Parques y Recreación de la Ciudad de Nueva York, también conocido como NYC Parks.

## Descripción
El parque está ubicado donde Coney Island Creek se deposita en Gravesend Bay. Lleva el nombre del arquitecto paisajista Calvert Vaux, conocido por diseñar Central Park y Prospect Park con Frederick Law Olmsted. Vaux fue visto con vida por última vez en la cercana Bath Beach en 1895 y luego fue encontrado muerto en Gravesend Bay.
Hay un parque infantil al noreste de Belt Parkway, delimitado por la vía de servicio de la avenida, las calles Bay 45 y 46 y Cropsey Avenue. El patio de recreo fue la parte original de Dreier Offerman Park para abrir. Contiene una estructura de juegos, dos canchas de bochas, dos canchas de balonmano y dos canchas de baloncesto.
Al otro lado de Belt Parkway se encuentra la parte principal del parque, que consta de una península y una sección costera más pequeña llamada Six Diamonds, que están separadas por una pequeña ensenada llamada Calvert Vaux Cove. La península, ubicada justo al sur del Parque de Atracciones Adventurers (anteriormente Parque Nellie Bly), contiene tres campos de béisbol y seis campos de fútbol. Una ciclorruta corre a lo largo de la península y es parte del Brooklyn Waterfront Greenway. La sección Six Diamonds contiene otros seis diamantes de béisbol, así como dos campos de fútbol, que se superponen con los diamantes. Coney Island Creek se encuentra junto a la península y las secciones Six Diamonds, y contiene un cementerio de barcos con más de dos docenas de barcos, muchos de los cuales datan de la expansión del parque en la década de 1960.

## Historia

### Primeros años
El sitio de Calvert Vaux Park se concibió como un puerto dentro de Gravesend Bay. El parque originalmente consistía en un pequeño parque infantil en Cropsey Avenue. Recibió su nombre del Hogar Dreier Offerman para madres solteras, que donó un terreno al gobierno de la ciudad de Nueva York tras su cierre en 1933. Las familias de Theodor Dreier y Henry Offerman contribuyeron 20 000 dólares para la construcción del parque. Ya en 1932, The New York Times mencionó que el parque ya se había reservado y que se proponían algunos terrenos adicionales para "completar" el área del parque. En la inauguración del Dreier Offerman Playground el 9 de noviembre de 1934, el alcalde de la ciudad de Nueva York, Fiorello H. La Guardia, mencionó que se habían tardado cinco años en adquirir el terreno, pero que el comisionado de parques de la ciudad de Nueva York, Robert Moses, había abogado por que el proyecto comenzara dentro de cinco meses de la adquisición.
Dreier Offerman Park se amplió por primera vez en 1944. Otra expansión fue financiada por una ley de bonos del estado de Nueva York aprobada en 1960. Para cumplir con el requisito de que al menos 10 ha de terreno comprado para cada parque financiado por la ley de bonos, la ciudad planificó un gran parque en cada uno de sus cinco distritos. Como resultado, la ciudad aprobó un 29 ha expansión del parque Dreier Offerman entre las calles Bay 44 y Bay 49, que se creará con un relleno sanitario a partir de la construcción del puente Verrazzano-Narrows, elevando el área del parque a 30 ha. Anteriormente, gran parte de la tierra había estado bajo el agua.
El permiso de descarga expiró en 1972 y se contrató a un grupo de seis estudiantes de arquitectura del City College de Nueva York para rediseñar el parque. En ese momento, la actividad de vertido ilegal todavía estaba en curso y los vehículos abandonados cohabitaban el espacio con flores silvestres. Estos planes nunca se construyeron por completo debido a la falta de dinero. Parte del vertedero se vendió en 1984 a un promotor privado. En la década de 1990, el parque contenía malezas, dispositivos electrónicos rotos y otra basura. El comisionado de parques, Henry Stern, dijo en 1997 que "el parque simplemente permaneció allí mientras la basura se asentaba durante 35 años".

### Reurbanización
En 1990, NYC Parks propuso construir en el parque un embarcadero, un anfiteatro y un área de educación sobre humedales naturales. Un incendio en 1994 dañó un remolque de almacenamiento que era utilizado por el programa Narrows-Verrazano Youth. En ese momento, el New York Daily News informó que Dreier Offerman Park tenía tres campos de béisbol y dos campos de fútbol, y 1000 personas a la semana usaban las instalaciones del parque. Para 1997, el Times informó que había cinco campos de fútbol y que el sitio era un lugar popular para pescar. Se requería que los equipos mantuvieran los campos para tener la oportunidad de encerrarlos. Se llevó a cabo un proyecto de limpieza bajo el programa 5x5 de NYC Park en 1995.
En 1997, se anunciaron planes para un instalación de golf de 16 ha en el parque, que incluiría un campo de prácticas con 80 puestos, un campo de minigolf de 18 hoyos, una tienda de golf, concesión, una pista de patinaje y jaulas de bateo. Las 13 ha restantes se dedicarían a nuevos campos de béisbol y fútbol. La instalación de golf iba a ser operada por Family Golf Centers, una empresa con sede en Melville. Sería uno de los dos campos de golf planificados en la ciudad de Nueva York, el otro sería Ferry Point Park en El Bronx. El proyecto enfrentó oposición porque fue visto como una privatización injustificada de parques públicos, y muchos residentes del vecindario vieron el plan como "mal concebido".
El parque pasó a llamarse Calvert Vaux en 1998. El patio de recreo se renovó por 2 millones de dólares en noviembre de 2000, con nuevas canchas, áreas de juego, una estación de descanso y césped. NYC Parks anunció una restauración del parque de 40 millones de dólares en 2007, como parte del programa del alcalde Michael Bloomberg para asegurarse de que todos los residentes de la ciudad de Nueva York estuvieran a 10 minutos a pie de un parque. El proyecto, que se completará en 2011, requería tres campos de béisbol, seis campos de fútbol, áreas de pícnic, césped, un anfiteatro y un carril bici. Los primeros dos nuevos campos de fútbol de césped se completaron en 2008. Un hábitat frente al mar para aves acuáticas de 1 ha se completó en 2013. NYC Parks reveló más planes de renovación en 2019, y los miembros del Consejo de la Ciudad de Nueva York, Justin Brannan y Mark Treyger, abogaron por la asignación de 80 millones de dólares para tales renovaciones.

## Incidentes
En 2006, un pequeño avión con destino al aeropuerto Linden de Nueva Jersey hizo un aterrizaje de emergencia en el parque después de que su motor fallara.
En 2013, un joven de 19 años murió mientras volaba su helicóptero motorizado en el parque, luego de que lo golpeara en la cabeza.